# Temporada do Clube de Regatas do Flamengo de 2008
O Clube de Regatas do Flamengo em 2008 participou de três competições: Campeonato Carioca, onde foi campeão; Copa Libertadores da América, sendo eliminado nas oitavas de final; e Campeonato Brasileiro onde ficou com o quinto lugar. Disputou 66 partidas com 38 vitórias, 13 empates e 15 derrotas. Foram 126 gols marcados, 79 gols sofridos, saldo de 47 gols e um aproveitamento de 52,02%.
Ao longo da temporada, foram dois treinadores: Joel Santana, campeão Carioca de 2008, deixou o clube em 7 de maio; Caio Júnior assumiu o time e foi até o final da temporada.
Na parte disciplinar foram 177 cartões: 163 amarelos e 14 vermelhos. Fábio Luciano, com 18 amarelos e três vermelhos, foi o que mais recebeu cartões, seguido de Toró com 13 amarelos e um vermelho e Juan com 13 amarelos e um vermelho.

## Competições

### Campeonato Carioca
Na Taça Guanabara ficou com o primeiro lugar do grupo A com uma rodada de antecedência, mas foi derrotado por 2–1 na semifinal pelo Botafogo, segundo colocado do grupo B, que se tornou o campeão ao derrotar o Vasco da Gama na final. Teve o melhor ataque na fase de grupos com 21 gols marcados e sofreu 13 gols com saldo de oito gols.
Na Taça Rio, foi novamente primeiro colocado do grupo A com uma rodada de antecedência. Venceu o Vasco na semifinal por 2–1 e perdeu, mais uma vez, para o Botafogo por 2–1, desta vez na final.
Como o Botafogo venceu os dois turnos, ficou com o vice-campeonato, segundo o regulamento.

### Copa Libertadores
Com o terceiro lugar no Campeonato Brasileiro de 2007, o Flamengo se classificou para a fase de grupos da Copa Libertadores da América de 2008, caindo no "grupo 4" com Cienciano (Peru), Coronel Bolognesi (Peru) e Nacional (Uruguai) em partidas de ida e volta.
Com quatro vitórias, um empate e uma derrota, o Flamengo terminou em primeiro lugar no grupo e foi classificado para as oitavas de final da competição.
Nas oitavas de final, enfrentou o América, do México. Na partida de ida o Flamengo venceu, no México, por 4–2, mas na partida de volta, no Rio de Janeiro, perdeu por 3–0, no Maracanã. Com o resultado agregado de 4–5, foi eliminado da competição.

### Campeonato Brasileiro
No Brasileirão 2008

## Partidas disputadas
O clube disputou 66 partidas, sendo 37 partidas como mandante ou clássicos[a] e 29 como visitante.
| #  | Data            | Competição     | Rodada    | Mandante            | Placar | Visitante           | Púb.   | Ref    |
| -- | --------------- | -------------- | --------- | ------------------- | ------ | ------------------- | ------ | ------ |
| 01 | 20 de janeiro   | Taça Guanabara | 1.ª       | Flamengo            | 2–0    | Boavista-RJ         | 23 779 | [ 4 ]  |
| 02 | 24 de janeiro   | Taça Guanabara | 2.ª       | Flamengo            | 4–1    | Cardoso Moreira     | 15 287 | [ 5 ]  |
| 03 | 27 de janeiro   | Taça Guanabara | 3.ª       | Flamengo            | 5–1    | Duque de Caxias     | 19 812 | [ 6 ]  |
| 04 | 30 de janeiro   | Taça Guanabara | 4.ª       | Flamengo            | 1–0    | Macaé               | 13 795 | [ 7 ]  |
| 05 | 2 de fevereiro  | Taça Guanabara | 5.ª       | America             | 0–4    | Flamengo            | 15 469 | [ 8 ]  |
| 06 | 7 de fevereiro  | Taça Guanabara | 6.ª       | Flamengo            | 2–1    | Volta Redonda       | 13 781 | [ 9 ]  |
| 07 | 10 de fevereiro | Taça Guanabara | 7.ª       | Flamengo            | 1–4    | Fluminense          | 39 056 | [ 10 ] |
| 08 | 13 de fevereiro | Libertadores   | 1.ª       | Coronel Bolognesi   | 0–0    | Flamengo            |        | [ 11 ] |
| 09 | 17 de fevereiro | Taça Guanabara | Semifinal | Flamengo            | 2–1    | Vasco da Gama       | 56 806 | [ 12 ] |
| 10 | 24 de fevereiro | Taça Guanabara | Final     | Flamengo            | 2–1    | Botafogo            | 78 830 | [ 13 ] |
| 11 | 27 de fevereiro | Libertadores   | 2.ª       | Flamengo            | 2–1    | Cienciano           |        | [ 14 ] |
| 12 | 2 de março      | Taça Rio       | 1.ª       | Flamengo            | 4–2    | Resende             | 9 358  | [ 15 ] |
| 13 | 5 de março      | Libertadores   | 3.ª       | Nacional            | 3–0    | Flamengo            |        | [ 16 ] |
| 14 | 9 de março      | Taça Rio       | 2.ª       | Flamengo            | 3–1    | Americano           | 8 821  | [ 17 ] |
| 15 | 12 de março     | Taça Rio       | 3.ª       | Flamengo            | 2–0    | Mesquita            | 10 605 | [ 18 ] |
| 16 | 16 de março     | Taça Rio       | 4.ª       | Botafogo            | 3–2    | Flamengo            | 21 010 | [ 19 ] |
| 17 | 19 de março     | Libertadores   | 4.ª       | Flamengo            | 2–0    | Nacional            |        | [ 20 ] |
| 18 | 22 de março     | Taça Rio       | 5.ª       | Flamengo            | 2–0    | Cabofriense         | 12 398 | [ 21 ] |
| 19 | 26 de março     | Taça Rio       | 6.ª       | Flamengo            | 4–1    | Friburguense        | 7 818  | [ 22 ] |
| 20 | 29 de março     | Taça Rio       | 7.ª       | Flamengo            | 0–0    | Madureira           | 11 536 | [ 23 ] |
| 21 | 6 de abril      | Taça Rio       | 8.ª       | Vasco da Gama       | 2–2    | Flamengo            | 16 760 | [ 24 ] |
| 22 | 9 de abril      | Libertadores   | 5.ª       | Cienciano           | 0–3    | Flamengo            |        | [ 25 ] |
| 23 | 13 de abril     | Taça Rio       | Semifinal | Botafogo            | 3–0    | Flamengo            | 43 385 | [ 26 ] |
| 24 | 23 de abril     | Libertadores   | 6.ª       | Flamengo            | 2–0    | Coronel Bolognesi   |        | [ 27 ] |
| 25 | 27 de abril     | Carioca        | Final     | Flamengo            | 1–0    | Botafogo            | 63 413 | [ 28 ] |
| 26 | 30 de abril     | Libertadores   | Oitavas   | América             | 2–4    | Flamengo            |        | [ 29 ] |
| 27 | 4 de maio       | Carioca        | Final     | Botafogo            | 1–3    | Flamengo            | 78 716 | [ 30 ] |
| 28 | 7 de maio       | Libertadores   | Oitavas   | Flamengo            | 0–3    | América             | 50 936 | [ 31 ] |
| 29 | 11 de maio      | Brasileiro     | 1.ª       | Flamengo            | 3–1    | Santos              |        | [ 32 ] |
| 30 | 18 de maio      | Brasileiro     | 2.ª       | Grêmio              | 0–0    | Flamengo            |        | [ 33 ] |
| 31 | 24 de maio      | Brasileiro     | 3.ª       | Flamengo            | 2–1    | Internacional       |        | [ 34 ] |
| 32 | 1 de junho      | Brasileiro     | 4.ª       | Fluminense          | 0–1    | Flamengo            |        | [ 35 ] |
| 33 | 7 de junho      | Brasileiro     | 5.ª       | Flamengo            | 5–0    | Figueirense         |        | [ 36 ] |
| 34 | 14 de junho     | Brasileiro     | 6.ª       | Flamengo            | 2–4    | São Paulo           |        | [ 37 ] |
| 35 | 22 de junho     | Brasileiro     | 7.ª       | Ipatinga            | 1–3    | Flamengo            |        | [ 38 ] |
| 36 | 29 de junho     | Brasileiro     | 8.ª       | Sport               | 1–2    | Flamengo            |        | [ 39 ] |
| 37 | 5 de julho      | Brasileiro     | 9.ª       | Flamengo            | 3–0    | Náutico             |        | [ 40 ] |
| 38 | 9 de julho      | Brasileiro     | 10.ª      | Atlético Mineiro    | 1–1    | Flamengo            |        | [ 41 ] |
| 39 | 13 de julho     | Brasileiro     | 11.ª      | Flamengo            | 3–1    | Vasco da Gama       |        | [ 42 ] |
| 40 | 17 de julho     | Brasileiro     | 12.ª      | Coritiba            | 1–0    | Flamengo            |        | [ 43 ] |
| 41 | 20 de julho     | Brasileiro     | 13.ª      | Flamengo            | 0–1    | Vitória             |        | [ 44 ] |
| 42 | 23 de julho     | Brasileiro     | 14.ª      | Portuguesa          | 2–2    | Flamengo            |        | [ 45 ] |
| 43 | 27 de julho     | Brasileiro     | 15.ª      | Flamengo            | 0–0    | Botafogo            |        | [ 46 ] |
| 44 | 30 de julho     | Brasileiro     | 16.ª      | Palmeiras           | 1–0    | Flamengo            |        | [ 47 ] |
| 45 | 3 de agosto     | Brasileiro     | 17.ª      | Flamengo            | 1–2    | Cruzeiro            |        | [ 48 ] |
| 46 | 6 de agosto     | Brasileiro     | 18.ª      | Goiás               | 2–1    | Flamengo            |        | [ 49 ] |
| 47 | 9 de agosto     | Brasileiro     | 19.ª      | Flamengo            | 1–0    | Atlético Paranaense |        | [ 50 ] |
| 48 | 17 de agosto    | Brasileiro     | 20.ª      | Santos              | 2–2    | Flamengo            |        | [ 51 ] |
| 49 | 21 de agosto    | Brasileiro     | 21.ª      | Flamengo            | 2–1    | Grêmio              |        | [ 52 ] |
| 50 | 24 de agosto    | Brasileiro     | 22.ª      | Internacional       | 1–1    | Flamengo            |        | [ 53 ] |
| 51 | 31 de agosto    | Brasileiro     | 23.ª      | Flamengo            | 2–2    | Fluminense          |        | [ 54 ] |
| 52 | 3 de setembro   | Brasileiro     | 24.ª      | Figueirense         | 2–3    | Flamengo            |        | [ 55 ] |
| 53 | 14 de setembro  | Brasileiro     | 25.ª      | São Paulo           | 2–0    | Flamengo            |        | [ 56 ] |
| 54 | 21 de setembro  | Brasileiro     | 26.ª      | Flamengo            | 1–0    | Ipatinga            |        | [ 57 ] |
| 55 | 27 de setembro  | Brasileiro     | 27.ª      | Flamengo            | 2–1    | Sport               |        | [ 58 ] |
| 56 | 4 de outubro    | Brasileiro     | 28.ª      | Náutico             | 0–2    | Flamengo            |        | [ 59 ] |
| 57 | 11 de outubro   | Brasileiro     | 29.ª      | Flamengo            | 0–3    | Atlético Mineiro    |        | [ 60 ] |
| 58 | 19 de outubro   | Brasileiro     | 30.ª      | Vasco da Gama       | 0–1    | Flamengo            |        | [ 61 ] |
| 59 | 23 de outubro   | Brasileiro     | 31.ª      | Flamengo            | 5–0    | Coritiba            |        | [ 62 ] |
| 60 | 29 de outubro   | Brasileiro     | 32.ª      | Vitória             | 0–0    | Flamengo            |        | [ 63 ] |
| 61 | 1 de novembro   | Brasileiro     | 33.ª      | Flamengo            | 2–2    | Portuguesa          |        | [ 64 ] |
| 62 | 9 de novembro   | Brasileiro     | 34.ª      | Botafogo            | 0–1    | Flamengo            |        | [ 65 ] |
| 63 | 16 de novembro  | Brasileiro     | 35.ª      | Flamengo            | 5–2    | Palmeiras           |        | [ 66 ] |
| 64 | 23 de novembro  | Brasileiro     | 36.ª      | Cruzeiro            | 3–2    | Flamengo            |        | [ 67 ] |
| 65 | 30 de novembro  | Brasileiro     | 37.ª      | Flamengo            | 3–3    | Goiás               | 35 943 | [ 68 ] |
| 66 | 7 de dezembro   | Brasileiro     | 38.ª      | Atlético Paranaense | 5–3    | Flamengo            | 22 016 | [ 69 ] |

Última atualização em 31 de dezembro de 2010
Legenda:      Vitórias —      Empates —      Derrotas —      Clássicos[a]

### Primeira partida
A primeira partida da temporada foi disputada, em 20 de janeiro, pela Taça Guanabara contra o Boavista-RJ, com Souza marcando o primeiro gol.
| 12 de janeiro | Flamengo                      | 2 – 0  | Boavista | Estádio do Maracanã, Rio de Janeiro                 |
| 17:00         | Souza 65' · Fábio Luciano 85' | Súmula |          | Público: 26 265 Árbitro: RJ Péricles Bassols (FIFA) |

### Última partida
A última partida da temporada foi disputada, em 7 de dezembro, pela última rodada do Campeonato Brasileiro. O clube não tinha maiores pretensões no Campeonato, já que havia escapado da zona de rebaixamento na penúltima rodada e só poderia disputar uma vaga na Copa Sul-Americana de 2011.
| 7 de dezembro | Santos | 5 – 3 | Flamengo | Estádio da Vila Belmiro, Santos                   |
| 17:00         |        |       |          | Público: 22 016 Árbitro: PR Evandro Rogério Roman |

### Campanha
Essa foi a campanha na temporada:
|                    | Mandante | Visitante | Clássicos[a] | Total  |
| ------------------ | -------- | --------- | ------------ | ------ |
| Jogos              |          |           | 14           | 66     |
| Vitórias           |          |           | 8            | 38     |
| Empates            |          |           | 3            | 13     |
| Derrotas           |          |           | 3            | 15     |
|                    |          |           |              |        |
| Gols marcados      |          |           | 21           | 126    |
| Gols sofridos      |          |           | 18           | 79     |
| Saldo de gols      |          |           | +3           | +47    |
|                    |          |           |              |        |
| Aproveitamento (%) |          |           | 64,28%       | 66,15% |

## Artilharia
A artilharia da temporada:
| #     | Futebolista        | Total | Campeonato Carioca | Copa Libertadores | Campeonato Brasileiro |
| ----- | ------------------ | ----- | ------------------ | ----------------- | --------------------- |
| 1     | Marcinho           | 17    | 5                  | 5                 | 7                     |
| 2     | Ibson              | 15    | 4                  | 0                 | 11                    |
| 2     | Obina              | 15    | 7                  | 1                 | 7                     |
| 3     | Léo Moura          | 13    | 4                  | 1                 | 8                     |
| 4     | Souza              | 9     | 5                  | 1                 | 3                     |
| 5     | Marcelinho Paraiba | 8     | 0                  | 0                 | 8                     |
| 5     | Juan               | 8     | 3                  | 1                 | 4                     |
| 6     | Diego Tardelli     | 6     | 5                  | 1                 | 0                     |
| 6     | Kleberson          | 6     | 1                  | 0                 | 5                     |
| 7     | Thiago Sales       | 4     | 4                  | 0                 | 0                     |
| 7     | Maxi               | 4     | 1                  | 0                 | 3                     |
| 7     | Fábio Luciano      | 4     | 2                  | 0                 | 2                     |
| 8     | Toró               | 3     | 1                  | 1                 | 1                     |
| 8     | Ronaldo Angelim    | 3     | 1                  | 0                 | 2                     |
| 9     | Vandinho           | 2     | 0                  | 0                 | 2                     |
| 9     | Renato Augusto     | 2     | 1                  | 1                 | 0                     |
| 9     | Bruno              | 2     | 0                  | 1                 | 1                     |
| 9     | Gol Contra         | 2     | 1                  | 0                 | 1                     |
| 10    | Rodrigo Arroz      | 1     | 1                  | 0                 | 0                     |
| 10    | Cristian           | 1     | 0                  | 0                 | 1                     |
| 10    | Jailton            | 1     | 0                  | 0                 | 1                     |
| Total | Total              | 126   | 46                 | 13                | 67                    |

## Cartões
Os cartões amarelos e vermelhos recebidos durante a temporada:
| #     | Futebolista        | Expulso | Penalizado com cartão amarelo |
| ----- | ------------------ | ------- | ----------------------------- |
| 01    | Fábio Luciano      | 3       | 18                            |
| 02    | Juan               | 1       | 13                            |
| 02    | Toró               | 1       | 13                            |
| 04    | Jailton            |         | 12                            |
| 05    | Ibson              |         | 11                            |
| 06    | Souza              | 1       | 9                             |
| 07    | Jônatas            | 1       | 7                             |
| 08    | Cristian           | 1       | 7                             |
| 09    | Diego Tardelli     |         | 6                             |
| 09    | Léo Moura          | 1       | 6                             |
| 11    | Obina              | 2       | 6                             |
| 12    | Kléberson          |         | 6                             |
| 13    | Marcinho           |         | 6                             |
| 14    | Ronaldo Angelim    |         | 5                             |
| 15    | Aírton             |         | 5                             |
| 16    | Bruno              |         | 5                             |
| 17    | Erick Flores       |         | 3                             |
| 18    | Luizinho           |         | 3                             |
| 19    | Everton            |         | 3                             |
| 20    | Dininho            |         | 3                             |
| 21    | Leonardo           |         | 2                             |
| 22    | Thiago Sales       |         | 2                             |
| 23    | Egídio             |         | 2                             |
| 24    | Sambueza           |         | 2                             |
| 25    | Marcelinho Paraíba |         | 2                             |
| 26    | Rodrigo Arroz      |         | 1                             |
| 27    | Hugo Colace        |         | 1                             |
| 28    | Léo Medeiros       |         | 1                             |
| 29    | Gavilán            |         | 1                             |
| 30    | Maxi Biancucchi    |         | 1                             |
| 31    | Vandinho           |         | 1                             |
| Total |                    |         |                               |